# Rhagodula nigra
Genre
Espèce
Rhagodula nigra, unique représentant du genre Rhagodula, est une espèce de solifuges de la famille des Rhagodidae.

## Distribution
Cette espèce est endémique d'Israël.

## Description
Les femelles mesurent de 19 à 20 mm.

## Publication originale
- Roewer, 1941 : Solifugen 1934-1940. Veröffentlichungen aus dem Deutschen Kolonial und Uebersee-Museum in Bremen, vol. 3, no 2, p. 97-192 (texte intégral).